# Homopus signatus
Homopus signatus је гмизавац из реда корњача и фамилије Testudinidae.

## Угроженост
Ова врста је на нижем степену опасности од изумирања, и сматра се скоро угроженим таксоном.

## Распрострањење
Врста има станиште у Јужноафричкој Републици и Намибији (непотврђено).